# Den gamle hule eg ved Århusbakken
Den gamle hule eg ved Århusbakken, også kaldet Albert Dams eg, var et egetræ, der stod i rabatten mellem cykelsti og gangsti på Århusvej i Silkeborg. Det blev fældet i 2011 og ved fældningen var det ikke muligt at fastslå træets alder, fordi der kun var en tynd skal tilbage af træet, og man derfor ikke kunne tælle årringene.

## Myter
En historie lader Svend Grathe bruge træet som skjulested for sine forfølgere. Det var efter slaget på Grathe Hede i 1157. Den beretning kan ikke være rigtig, fordi træet ville have været i sin ungdom og slet ikke hult.
En anden myte siger at det var det træ, der inspirerede H.C. Andersen til eventyret "Fyrtøjet". Det kan ikke være korrekt, da det blev skrevet i 1835, før H.C. Andersen havde besøgt Silkeborg.

## Virkeligheden
Et gammelt billede fra starten af sidste århundrede viser egen stadig ved magt, selv om det allerede da var hult.
I 1930'erne havde den stadig krone, men var hult og man kunne da stå i læ der, som i et skilderhus.
Til sidst var træet kun en ruin med enkelte store grene på en hul skal. Træet var støttet af kraftige barduner for at sikre det mod at vælte, og kommunen havde fjernet alle større grene af samme grund.
Træet kaldes også for Albert Dams eg: Albert Dam, som boede på Århusbakken, havde haft en drøm, om at han ville leve lige så længe som egen. Så han blev ved med at gå ud for at tale med den gamle eg, men tre gange blev han påkørt af bil, fordi han efterhånden hørte og så meget dårligt. Den sidste påkørsel var af en lastbil 2. september 1970 og den blev fatal, og han lå godt et halvt år i koma.
Rundt om træet er der i dag selvsåede store ege. Givet afkom af den gamle eg, klar til at tage over, når Albert Dams eg ikke kan mere. 7. september 2011 blev den fældet, da den var gået ud.

## Et smukt minde
Som et smukt minde er egen efter fældning blevet lagt i skovbrynet til glæde for insekter og svampe. Og Tonny Hørning, der som ung havde mange samtaler med Albert Dam under egen, har doneret en ny eg og en bronzestol.
- Den gamle Albert Dams i skovbrynet
- Den nye Albert Dams eg og stolen
- Den nye og den gamle Albert Dams eg og stolen